# Apodolirion
Apodolirion is een geslacht van bolgewassen uit de narcisfamilie (Amaryllidaceae). De soorten komen voor in Zuid-Afrika.

## Soorten
- Apodolirion amyanum D.Müll.-Doblies
- Apodolirion bolusii Baker
- Apodolirion buchananii (Baker) Baker
- Apodolirion cedarbergense D.Müll.-Doblies
- Apodolirion lanceolatum (Thunb.) Benth. & Hook.f. ex B.D.Jacks.
- Apodolirion macowanii Baker

... · 
Acis · 
Amaryllis · 
Boophone · 
Clivia · 
Crinum (Haaklelie) · 
Galanthus (Sneeuwklokje) · 
Hippeastrum · 
Hymenocallis · 
Leucojum (Narcisklokje) · 
Narcissus (Narcis) · 
Pancratium · 
Scadoxus · 
Sprekelia · 
Sternbergia · 
...